# Xã Newburg, Quận Mitchell, Iowa
Xã Newburg (tiếng Anh: Newburg Township) là một xã thuộc quận Mitchell, tiểu bang Iowa, Hoa Kỳ. Năm 2010, dân số của xã này là 408 người.